# سید محمد عدنان
سید محمد عدنان (عربی: سيد محمد عدنان؛ زادهٔ ۵ فوریهٔ ۱۹۸۳) بازیکن فوتبال اهل بحرین است.
از باشگاه‌هایی که در آن بازی کرده‌است می‌توان به باشگاه ورزشی العربی کویت، باشگاه فوتبال بریزبن رور، باشگاه ورزشی الخور، باشگاه ورزشی مالکیه، باشگاه ورزشی العربی قطر و باشگاه فوتبال الحد اشاره کرد.
وی همچنین در تیم ملی فوتبال بحرین بازی کرده‌است.